# Big Scarr
Big Scarr, pseudonimo di Alexander Woods (Memphis, 7 aprile 2000 – Memphis, 22 dicembre 2022), è stato un rapper statunitense.

## Biografia
Big Scarr si è fatto conoscere col primo mixtape Big Grim Reaper (2021), progetto con cui ha ottenuto un ingresso al 25º posto della Billboard e un disco d'oro dalla Recording Industry Association of America per le 500 000 unità equivalenti. Nel dicembre 2022 è stato ritrovato morto.
Gli album in studio The Secret Weapon e Frozone sono stati pubblicati postumamente durante l'anno successivo; il primo ha esordito al 43º posto della graduatoria nazionale.

## Discografia

### Album in studio
- 2023 – The Secret Weapon
- 2023 – Frozone

### Mixtape
- 2021 – Big Grim Reaper

### Singoli
- 2021 – Traphouse
- 2021 – Dead Opps (con Enchanting)
- 2021 – IDL (con Enchanting)
- 2021 – Rock n Roll (con Balla)
- 2021 – Bacc to Bacc (con Quezz Ruthless)
- 2021 – Megatron
- 2022 – TF Is You Doin? (con Ricky Desktop)
- 2022 – First Time in Vegas
- 2022 – Havin Fun
- 2022 – Try Being Me
- 2022 – Anotha 1
- 2022 – Understanding